# Тихоокеанская северо-западная национальная лаборатория
Тихоокеанская северо-западная национальная лаборатория (англ. Pacific Northwest National Laboratory; PNNL) — одна из шестнадцати национальных лабораторий Министерства энергетики США. Расположена в городе Ричленд, штат Вашингтон, США. Управляется мемориальным институтом Баттеля. Год основания 1965.